# Lara Marti
Lara Katinka Marti (* 21. September 1999 in Basel) ist eine Schweizer Fussballspielerin.

## Karriere

### Vereine
Marti begann das Fussballspielen 2008 beim FC Lausen 72 und wechselte über den FC Liestal im Jahr 2014 in die Nachwuchsabteilung des FC Basel. Nachdem sie zunächst zum Kader des dortigen U19-Teams gehört hatte, debütierte sie im Februar 2016 im Alter von 16 Jahren in der Nationalliga. In den folgenden vier Spielzeiten kam sie für ihr Team zu insgesamt 62 Ligaeinsätzen und erzielte dabei neun Treffer.
Zur Saison 2020/21 wechselte Marti zum deutschen Bundesligisten Bayer 04 Leverkusen, wo sie einen Zweijahresvertrag unterzeichnete. Ihr Bundesligadebüt feierte sie am 4. Oktober 2020 (4. Spieltag) bei der 0:4-Heimniederlage gegen den VfL Wolfsburg.
In der Winterpause der Saison 2023/24 wechselte sie innerhalb der Bundesliga zum Aufsteiger RB Leipzig. Ende Mai zog sie sich im Training einen Kreuzbandriss im linken Knie zu. Sie wird mehrere Monate ausfallen und verpasste dadurch auch die Heim-Europameisterschaft.

### Nationalmannschaften
Marti durchlief sämtliche Juniorinnenauswahlen des Schweizerischen Fussballverbandes und war unter anderem Teil der U19-Nationalmannschaft bei der Heim-EM 2018, wo sie zu drei Einsätzen kam und mit dem Team nach der Gruppenphase ausschied. Am 4. Juni 2019 debütierte sie beim 1:1-Unentschieden im Länderspiel gegen die Auswahl Serbiens für die A-Nationalmannschaft. Sie stand im Kader für die Weltmeisterschaft 2023. Im letzten Spiel der Schweizerinnen kam sie zu einem Teileinsatz. Die Schweiz schied im Achtelfinal aus.